# 고난정 (사이타마현)
고난정(江南町)은 사이타마현 오사토군에 설치되었던 정이다. 현재의 구마가야시에 해당한다.